# 河南广播电视台法治频道
河南广播电视台法治频道是河南广播电视台下属的一个电视频道，于2001年12月31日开播，是河南省唯一的法制专业频道。原名为“河南电视台法制频道”“河南电视台政法频道”，2015年4月16日更名为河南广播电视台法治频道。

## 简介
频道以“大普法、大法治、大服务”为宗旨。播出节目以自办栏目为主，每天播出时间达24小时。

## 主要节目
- 《走进法庭》
- 《法制时段》
- 《临刑会见》
- 《特别调查》
- 《法律一线通》
- 《河南法治报道》[1]
- 《晓华探案》
- 《惊奇十分》
- 《法治现场》
- 《新拍案惊奇》
- 《方圆天地》
- 《记者再报告》

## 荣誉
- 2003年 法制频道获河南省五一劳动奖；《走进法庭》栏目“一个原县委书记的自白”获全国电视法制节目一等奖。
- 2004年《法制时段》栏目获“省直青年文明号”；《法制时段》栏目“真情”节目获中国新闻奖三等奖。
- 2005年《法制时段》栏目获全国电视法制十佳栏目。
- 2006年《法制时段》栏目再次获全国电视法制十佳栏目荣誉称号。
- 2007年《特别调查》栏目《都是吹牛惹的祸》获全国电视法制节目优秀长片奖；《法律一线通》栏目获全国电视法制节目特别节目奖。